# 王阳元
王阳元（1935年1月1日—），男，浙江宁波人，中国微电子学家，中国科学院院士，北京大学微电子学研究院院长，信息科学技术学院微电子学系主任，微米/纳米加工技术国家重点实验室主任，IEEE Fellow、IEE Fellow。他是中国硅栅N沟道MOS技术开拓者之一。

## 生平
1935年1月1日出生于浙江宁波镇海县（现镇海区）。1947年入读宁波中学。1953年考入北京大学，1958年毕业。
20世纪70年代，主持研制成功中国第一块3种类型1024位MOS动态随机存储器。20世纪80年代，提出多晶硅薄膜“应力增强”氧化模型，工程应用方程和掺杂浓度与迁移率的关系，受国际同行重视。20世纪90年代后期，开始研究微机电系统（MEMS），获得一系列专利。领导研制成功中国首个大型集成化的ICCAD系统。创建中芯国际并担任董事长。
曾参与汉芯的鉴定工作，汉芯后被曝光为造假。

## 家庭
妻子是中国科学院院士杨芙清。